# Renströmska sjukhuset

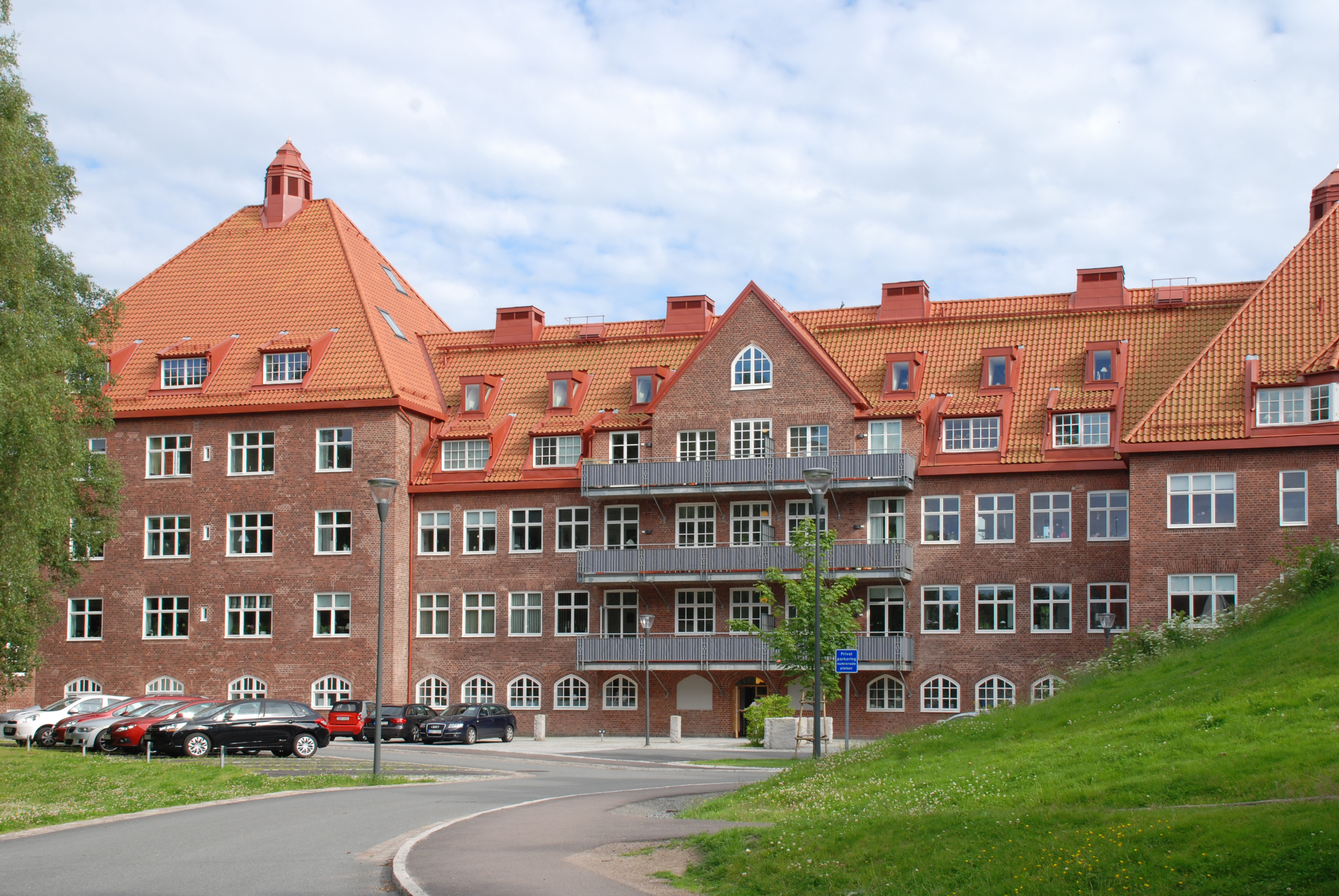
Renströmska sjukhuset.

Renströmska sjukhuset (Sanatorium å Kålltorp) är ett före detta sanatorium i stadsdelen Kålltorp i östra Göteborg.

## Historia
År 1903 föreslog den förste stadsläkaren i Göteborg, att ett lungsotssanatorium borde uppföras och därefter beslutade Göteborgs stadsfullmäktige att den Renströmska fonden skulle bidra med 300 000 kronor för ändamålet och att sjukhuset skulle bära Sven Renströms namn. Grosshandlaren Sven Renström som avled 1869 hade testamenterat ett belopp av 1 miljon riksdaler silvermynt till Göteborgs stad. En lämplig tomt fanns vid stadens egendom Kålltorp i Örgryte socken, men planerna fördröjdes, då tomten enligt testamentet måste ligga inom stadens gränser. Eftersom detta ansågs vara den lämpligaste platsen, beslutade stadsfullmäktige att försöka införliva området med staden, vilket också skedde genom ett kungligt brev 1908 då de båda Kålltorpsgårdarna köptes för 200 000 kronor.
Renström stödde "snyggheten, sundheten och hälsovården" i Göteborg och låg bland annat också bakom byggandet av de fyra Renströmska badanstalterna; Renströmska Bad- och tvättanstalten i Haga, Renströmska badanstalten vid Karl Johansgatan 12 i Majorna, "Olskroksbadet" vid Gullbergsgatan i Olskroken och "Lundbybadet" vid Herkulesgatan i Lundby på Hisingen.
Under tiden hade stadsfullmäktige till minnet av kung Oscar II:s och drottning Sophias guldbröllop avsatt 200 000 kronor för bekämpandet av tuberkulos inom Göteborg. Dessa pengar fick användas till byggandet av särskilda paviljonger i samband med det föreslagna lungsotssjukhuset. Byggnadsritningarna av Ernst Torulf godkändes av stadsfullmäktige 1909. Sjukhuset invigdes 21 april 1913 och hade då kostat 815 000 kronor. Renströmska fonden hade bidragit med drygt halva summan och de resterande av stadsfullmäktige samt statsbidrag. Antalet vårdplatser var 190.
Sanatoriet låg högre än vad vattentrycket i stadens ledningsnät nådde, vilket löstes genom egen brunn och ett eget 23 meter högt vattentorn, beläget på en höjd intill. Tornet var en mörkbrun, åttakantig byggnad med tegeltak. Vattentornet revs 1958. I den vackra sanatorieparken fanns en gul villa för överläkaren. Den hade en hög skorsten i vilken det bodde kattugglor. De bodde där i generationer ända till 2015 då taket och skorstenen renoverades. 
Den 16 juni 1927 bestämde stadsfullmäktige att det inom anstaltens område skulle uppföras en "för vuxna tuberkulösa personer avsedd paviljong jämte liggterrasser". Tillbyggnaden stod klar 1929 och innebar ytterligare 72 vårdplatser.
Vårdtiderna för tuberkulospatienterna var långa, vanligen – eller kanske i bästa fall – minst ett halvår. Bland patienterna uppstod en stark gemenskap. Patient- och konvalescentföreningar bildades. Patientföreningen drev en kiosk som gick med vinst, som användes till understöd till konvalescenterna.
För Gylfe Vallentin, som var klinikchef 1931 till 1952, framstod den klassiska sanatoriekuren som hörnsten i behandlingen av tuberkulos. Han sägs ha praktiserat en aktiv "kollapsterapi" med frekvent pneumothoraxbehandling (inblåsning av gas i lungsäcken). Detta ledde till en stor operativ aktivitet som sedermera fick en övergång till en modern thoraxkirurgisk avdelning på Renströmska och senare en klinik på Sahlgrenska. Nästa behandlingssteg för Vallentin var införandet av det nya tuberkulosläkemedlet para-aminosalicylsyra (PAS) som utvecklats av professor Jörgen Lehman. Detta skedde 29 mars 1944 då en patient med tuberkulös varansamling behandlades lokalt med PAS. Vallentin var alltid mycket skeptisk till nyheter. Det har sagts att det var svårare för Lehman att förmå Vallentin medverka vid utprövningen än att framställa själva läkemedlet. År 1949 bevisades slutgiltigt medlets effekt genom den vid fem svenska sanatorier genomförda multicenterstudien med kontrollmaterial - en studie som framstått som ett föredöme för kommande liknande prövningar.
Under Gösta Biraths chefstid (1952-1972) byggdes ett lungfysiologiskt laboratorium av hög kvalitet. Här konstruerades en apparat för undersökning av blodgaser (syrgas, pH och koldioxid i blodet). Röntgenlaboratoriet moderniserades också. Kurser i klinisk lungfysiologi ordnades för blivande läkare från olika discipliner redan från 1958 och framåt. Modern spirometri gjorde det möjligt att undersöka patienternas lungfunktion bättre men också att ta fram ett stort svenskt normalmaterial. Gösta Birath drev aktivt utvecklingen från tuberkulossanatorium till modernt lungsjukhus.
För Renströmska sjukhuset var situationen unik i landet. Där hade förnyelsen hela tiden skett i de ursprungliga lokalerna ända fram till 1995 då lungkliniken flyttade in till Sahlgrenska universitetssjukhuset.
Efter att ha stått tom några år, övergick byggnaden 2006 till Göteborgs kommun, och 2008 påbörjades ombyggnad till bostadsrätter.

### Överläkare 1913–1995
- Herman Rosengren 1913–1929
- John Arfwedson 1929–1931
- Gylfe Vallentin 1931–1952
- Gösta Birath 1952–1973
- Erik Berglund 1973–1989
- Bengt-Eric Skoogh 1989–1995